# ゲンキのトビラ
『ゲンキのトビラ』は、2011年1月1日から2015年3月28日まで中京テレビで放送されていたドキュメンタリー番組・教養番組である。アサヒビールの一社提供。全215回。放送時間は毎週土曜 22:54 - 23:00 （日本標準時）。
毎回さまざまな活動に情熱を注いでいる東海3県在住者たちを取り上げ、彼らにその情熱の源「ゲンキのトビラ」は何なのかをインタビューしていたミニ番組。

## スタッフ
- ナレーション：辻村勅滋
- 制作協力：CTV MID ENJIN
- 製作著作：中京テレビ